# 24292 Susanragan
24292 Susanragan là một tiểu hành tinh vành đai chính với chu kỳ quỹ đạo là 1987.5861991 ngày (5.44 năm).
Nó được phát hiện ngày 12 tháng 12 năm 1999.